# Adria Mobil/Saison 2010
Dieser Artikel listet Erfolge und Mannschaft des Radsportteams Adria Mobil in der Saison 2010 auf.

## Erfolge in der Continental Tour
In der Saison 2010 konnte das Team folgende Erfolge in der Continental Tour herausfahren:
| Datum    | Rennen                                             | Kat. | Sieger       |
| 7. März  | Trofeo Zssdi                                       | 1.2  | Marko Kump   |
| 14. März | Poreč Trophy                                       | 1.2  | Matej Gnezda |
| 26. März | 4. Etappe Settimana Internazionale                 | 2.1  | Marko Kump   |
| 29. Mai  | Grand Prix Kranj                                   | 1.2  | Matej Gnezda |
| 25. Juni | Slowenische Meisterschaft – Einzelzeitfahren (U23) | NC   | Blaž Jarc    |

## Abgänge-Zugänge
| Zugänge         | Team 2009                       | Abgänge         | Team 2010           |
| --------------- | ------------------------------- | --------------- | ------------------- |
| Marino Palandri | Miche-Silver Cross-Selle Italia | Grega Bole      | Lampre-Farnese Vini |
| Mitja Mahorič   | Radenska KD Financial Point     | Alessio Signego | Team Nippo          |
| Pavel Gorenc    | Neoprofi                        | Miha Švab       | Obrazi Delo Revije  |
| Aljaž Hočevar   | Neoprofi                        | Robert Vrečer   | Perutnina Ptuj      |
| Jani Mušič      | Neoprofi                        |                 |                     |

## Mannschaft
| Name            | Geburtstag        | Nationalität |
| --------------- | ----------------- | ------------ |
| Kristjan Fajt   | 7. Mai 1982       | Slowenien    |
| Matej Gnezda    | 12. Januar 1979   | Slowenien    |
| Pavel Gorenc    | 15. Juli 1991     | Slowenien    |
| Aljaž Hočevar   | 20. August 1991   | Slowenien    |
| Blaž Jarc       | 17. Juli 1988     | Slowenien    |
| Marko Kump      | 9. September 1988 | Slowenien    |
| Mitja Mahorič   | 12. Mai 1976      | Slowenien    |
| Uroš Murn       | 9. Februar 1975   | Slowenien    |
| Jani Mušič      | 12. Januar 1991   | Slowenien    |
| Tomaž Nose      | 21. April 1982    | Slowenien    |
| Marino Palandri | 30. November 1985 | Italien      |
| Jure Žagar      | 27. Februar 1987  | Slowenien    |